# Belvidere (Nueva Jersey)
Belvidere es un pueblo ubicado en el condado de  Warren, en el estado de Nueva Jersey (Estados Unidos).

## Geografía
Belvidere se encuentra ubicado en las coordenadas 40°49′42″N 75°4′35″O / 40.82833, -75.07639. Según la Oficina del Censo de los Estados Unidos, en 2000 tenía una superficie total de 3,48 km², de la cual 3,43 (98,43%) correspondían a tierra firme y 0,05 (1,57%) a agua.

## Demografía
Según el censo de 2000, Belvidere tenía 2771 habitantes (1328 varones y 1443 mujeres) y una densidad de población de 794,95 hab/km². 424 habitantes del total (15,3%) eran menores de 18 años, 1991 (71,85%) tenían entre 18 y 64, y 356 (12,85%) eran mayores de 64. La media de edad era de 36,4 años. Según su raza, el 98% de los habitantes eran blancos, el 0,51% negros o afroamericanos, el 0,04% amerindios o nativos de Alaska, el 0,51% asiáticos, y el 0,25% de alguna otra. Además, el 0,69% pertenecían a dos o más razas.
Los ingresos medios por hogar en la localidad eran de $52 792 y los ingresos medios por familia eran de $62 212. Los hombres tenían unos ingresos medios de $41 800 frente a los $31 444 de las mujeres. La renta per cápita de la localidad era de $23 231. Alrededor del 3,35% de la población estaba por debajo del umbral de pobreza.
| 2073                                                                          | 2060 | 2406 | 2636 | 2722 | 2475 | 2669 | 2771 | 2681 |
| (Fuente: Department of Labor and Workforce Development y American FactFinder) |      |      |      |      |      |      |      |      |